# 第1次安倍内閣 (改造)
第1次安倍改造内閣（だいいちじあべかいぞうないかく）は、衆議院議員、自由民主党総裁の安倍晋三が第90代内閣総理大臣に任命され、2007年（平成19年）8月27日から同年9月26日まで続いた日本の内閣。
改造前と同じく自由民主党と公明党との連立内閣（自公連立政権）である。在任期間は30日間。

## 発足までの経緯
2006年（平成18年）9月26日に成立した第1次安倍内閣では発足直後から、複数の閣僚による不適切発言と「政治とカネ」の問題、杜撰な実態が発覚した年金記録問題、小泉改革の負の遺産といわれる格差社会の深刻化の問題などが噴出し続け、安倍の対応ぶりがそのたびに大きく注目された。
翌2007年（平成19年）7月29日の第21回参議院議員通常選挙において、政権与党の自由民主党・公明党は共に歴史的惨敗を喫した。中でも自民党は、党創立以来守り続けてきた参議院第1党の座を民主党に奪われた。このため自公政権は参議院においては少数与党として「ねじれ国会」への対応を迫られた。
このような結果に対して安倍の進退が注目されたが、安倍は選挙翌日の記者会見で、「反省すべきは反省し」、党三役・閣僚を変えて「人心一新」し、「改革を止めてはならない」とし、メールマガジンでも「戦後レジームからの脱却、その方向性を変えてはならない」「教育再生や公務員制度改革、新成長戦略の推進、地域の活性化・再生、地球環境問題の解決に向けたイニシアティブ、アジア外交の再構築、憲法改正に向けた取組み」などの「国民との約束を果たしていくため、続投していかなければならない」として退陣を否定した。

## 特色
- 前回以上に閣僚候補者の「身体検査（身辺調査）」に時間をかけたとされる[3]。
- 派閥領袖クラスの実力者（高村正彦防衛相、町村信孝外相、伊吹文明文科相、額賀福志郎財務相）を起用した。
- 麻生太郎が望んでいた幹事長、内閣の安定感を増すことを期待して与謝野馨を内閣官房長官に起用した[4]。
- 年金問題・医療過疎問題・介護破綻問題・膨張し続ける社会保障費問題などを抱える厚労相に弁の立つ舛添要一を抜擢した。
- 地方分権・地域間格差を抱える総務相に民主党代表小沢一郎と対立しているとされる前岩手県知事の増田寛也を起用した。

この人事を見て「安倍内閣は最初からこの布陣で行くべきだったのだ」と感想を述べる者も多かった。

## 世論
この内閣改造を民主党幹事長の鳩山由紀夫は、派閥会長が3名（町村信孝、高村正彦、伊吹文明）・派閥領袖クラスが1名（額賀福志郎）入閣していることを指して「派閥領袖内閣」「サプライズがないことがサプライズ」と、日本共産党中央委員会書記局長の市田忠義は「今、空気 (K) が読めない (Y) というのがはやっているが、掻き集め (K) 、寄せ集め (Y) という意味でもKY内閣」と、社民党党首の福島瑞穂は「安倍PTA内閣」とそれぞれ評した。マスメディアは、チーム安倍（「安倍親衛隊」）の後退ぶりを見てとって「がけっぷち内閣」、また同時期に石屋製菓で発覚した賞味期限先延ばし問題になぞらえ「白い恋人内閣」と揶揄した。

## 第1次安倍改造内閣の動き

### 発足まで
内閣改造は当初、9月初旬の第168回国会の召集前に行う予定であったが、元首相の森喜朗などの圧力により8月27日に前倒しされることとなった。安倍は8月下旬の外遊前に「既に新内閣の構想はほぼ決定済み」と話していた。
実際、2007年（平成19年）8月の防衛事務次官人事騒動で主役の一人であった防衛大臣の小池百合子は、イージス艦の情報漏洩をめぐる防衛省全体の責任を取って引責辞任し、安倍改造内閣では留任しない意向であることを安倍に事前に了解してもらっていた。小池は8月24日にはその内容を自ら記者会見で語っていた。
惨敗した参院自民からは、長期にわたり参院自民党国対委員長（参院自民No.3）を務めてきた矢野哲朗が入閣確実であると報道されたが入閣できなかった。これについて矢野は安倍に「承服できない」「私の政治生命がかかっているんだ」「こういう理由で外されたとわからないと、私も後援会も納得できない」と抗議したが、結局、差し替え入閣はなかった。
改造直前になって事務所費関連の疑惑が新聞紙上で発覚した総務大臣の菅義偉は再入閣できず、自由民主党選挙対策総局長のポストをあてがわれた。また、政調会長の中川昭一は今回も党三役・閣僚候補とマスコミには報じられていたものの、実際には衆院憲法審会長に就任する中山太郎の後任として自民党憲法審議会長に就任したのみであった。
安倍続投を批判し、安倍から「絶対許さない」とされていたとされる谷垣派からの党三役入り・入閣は、前回に引き続きなかった。8派閥の中で唯一冷遇された谷垣派会長の谷垣禎一は「（安倍政権に対し）言うべきことは言っていく」と存在感を示していく戦術を表明した（テレビ報道）。

### 改造直後
2007年（平成19年）8月27日、安倍改造内閣が発足。同日「政治とお金の問題は、透明性を高めていく努力をしなければいけない」「閣僚においては、何か指摘されれば説明をしなければならない」「じゅうぶんな説明ができなければ、去っていただく」と述べ、改造前のようには問題閣僚を無闇にかばわないという方針に変更したことを明確にした。
しかし、組閣してわずか4日後の2007年（平成19年）8月31日、農林水産大臣の遠藤武彦が代表を務める自由民主党山形県第2選挙区支部が2005年（平成17年）9月、農林水産省所管の独立行政法人の補助金を受けている山形県家畜商業協同組合から5万円の献金を受けていたことがわかった（政治資金規正法は国の補助金交付決定を受けた法人の1年以内の献金を禁止している）。独立行政法人についての規定はないが同支部は30日、同組合に返金したうえで政治資金収支報告書を訂正した。また自身が組合長理事を務めている置賜農業共済組合（山形県米沢市）が農業災害補償法にもとづく掛金115万円を加入者を水増しするなどの手口で国から不正受給していたことも発覚。会計検査院は2004年（平成16年）6月の実地検査で把握して山形県に指摘し、2007年（平成19年）5月にも山形県に組合側の対応状況を問い合わせていた。遠藤は当初は辞任しない意向を示していたが、国民の誤解や政府・与党内の混乱を招いたとして9月3日午前、辞表を提出した。在任期間わずか8日で、安倍内閣成立から3人目の農林水産大臣の交代となった。また同日、坂本由紀子外務大臣政務官も政治活動費多重（五重）計上問題により、辞表を提出した。
その他、財務大臣の額賀福志郎の事務所未登記、環境大臣の鴨下一郎の、政治資金収支報告書の借入金の記載不備、内閣官房副長官の岩城光英の政治資金収支報告書虚偽記載、経済産業大臣政務官の荻原健司の、自宅電気代の自由民主党への付け替えと相次いで閣内の不祥事が発覚し、安倍の任命責任が問われる事態となった。野党側は安倍への問責決議案提出、遠藤らへの国会議員辞職要求などを検討しており、安倍のさらなる求心力の低下、および政局への発展は避けられない情勢となっていた。
9月9日、豪州・シドニーで開催されたAPEC（アジア太平洋経済協力会議）首脳会議の終了にあたって開かれた記者会見において、テロ特措法の延長問題に関し、「（給油継続のため）全力を尽くし、職を賭していく考えで理解を得ていく。」「すべての力を振り絞って職責を果たしていかなければならない。」「そのことで私が職責にしがみつくということはない。」と給油が継続できない場合は内閣総辞職する覚悟であることを示唆した。。

### 突然の辞任
9月10日召集の第168回国会で安倍は「職責を果たし全力を尽くす」と所信表明演説を行なった。しかし9月12日の正午過ぎにテロ対策特別措置法の延長が厳しくなったこと、野党との党首会談で問題を解決できそうもないことなどを受け国会対策委員長の大島理森に首相辞任の意向を伝え、午後2時からの記者会見で正式に首相辞任の意向を表明した。当日は、午後1時から所信表明演説に対する民主党の鳩山由紀夫、長妻昭から代表質問が行われる予定だったが、それを目前にしての辞任表明であったため、政権交代を目指す民主党議員たちからも大いに驚きを持って受け止められた。
内閣官房長官の与謝野馨が首相辞任会見直後に安倍が述べなかった重大な辞任理由として健康問題があることを直ちに補足したものの、海外メディアを含めて「敵前逃亡」「政権放りだし」「偽りの所信表明」などとさんざんな酷評をこうむる事態となった。
安倍自身が会見で語った辞任理由について、盟友とされる前官房長官の塩崎恭久は「口実に決まっている」と解説した。これに加えて安倍の突然の辞任会見の数日前から、安倍が主導権を幹事長（麻生太郎）―官房長官（与謝野）ラインに奪われているらしいこと、およびチーム安倍が内閣改造で空中分解したために安倍が孤立しているらしいことなどが新聞はじめ各方面から示唆されていた。
安倍は9月13日から体調不良（病院が公表した病名は機能性胃腸障害）を理由に都内にある慶應義塾大学病院に入院していた。辞任表明会見後の最初の記者会見を9月24日17時から病院内で行い、国民に対する謝罪を表明し、病気辞任であることを正直に述べるべきであったことを率直に認めた。またチーム安倍の空中分解を辞任理由とする説については、会見後の質疑応答で完全否定している。
この11日間の入院期間中に安倍は一度も病院外へ出ることはなかったが、政府は安倍とは連絡が取れる状態であることを理由に首相臨時代理を置かなかった。首相としての執務は病室の隣の部屋で行なっていたという。

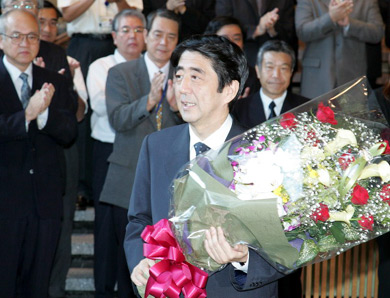
内閣総辞職に際し贈呈された花束を持つ内閣総理大臣の安倍

福田康夫内閣の組閣人事が固まった2007年（平成19年）9月25日、内閣は総辞職し、安倍は自内閣の総まとめとなる談話を発表した。福田新内閣の認証式が翌26日になったため、安倍改造内閣の任期は自動的に2007年（平成19年）9月26日までの31日間となった。このため安倍の首相としての通算任期は366日となった。これは日本国憲法下の首相では7番目の任期の短さであった。また内閣改造後の16日後の退陣表明と29日後の内閣総辞職は第2次田中角榮内閣第2次改造内閣（改造後15日後に退陣表明、28日後に総辞職）に次ぐ短い退陣記録となった。
なお参院選の結果や今回の改造内閣人事を反映させるため、9月18日に出版が予定されていた国会議員要覧（国政情報センター）、9月19日に出版が予定されていた国会便覧（日本政経新聞社・2月と8月の年2期刊、および総選挙後の臨時版がある）は安倍の退陣表明を受け販売の急遽中止を決定した。より新しい情報を反映させるためで、最新版には新たに発足する内閣の閣僚名簿が掲載されることとなる。これらの書籍にとっては1989年（平成元年）6月にわずか69日間で退陣した宇野内閣以来の「幻の内閣」となる。
この辞任を受けて、朝日新聞社が9月13日に緊急世論調査を行なったところ、70%が「こういう形の辞任は無責任」と、50%が「早期に衆議院解散するべき」という結果が出た。

## 支持率
発足直後の大手新聞各社による支持率調査
内閣改造後の世論調査では、支持率はやや回復した。各社差はあるものの、支持率・不支持率がそれぞれ大幅に上昇・減少した。
| 社名         | 支持率                    | 不支持率                  |
| ------------ | ------------------------- | ------------------------- |
| 読売新聞     | 44.2%（12.5ポイント上昇） | 36.1%（25.3ポイント減少） |
| 日本経済新聞 | 41%（13ポイント上昇）     | 40%（23ポイント減少）     |
| 共同通信     | 40.5%（11.5ポイント上昇） | 45.5%（13.5ポイント減少） |
| 産経新聞     | 38%（16ポイント上昇）     | 42.9%（21.9ポイント減少） |
| 朝日新聞     | 33%（26ポイント上昇）     | 53%（7ポイント減少）      |
| 毎日新聞     | 33%（11ポイント上昇）     | 52%（13ポイント減少）     |

## 国務大臣
所属政党・出身:
  自由民主党（町村派）   自由民主党（古賀派）   自由民主党（津島派）   自由民主党（麻生派）    自由民主党（伊吹派）
  自由民主党（山崎派）   自由民主党（谷垣派）    自由民主党（高村派）  自由民主党（二階派）   自由民主党（無派閥）   公明党  
  中央省庁・民間
| 職名                                                                                                | 氏名 | 氏名       | 所属                         | 特命事項等                                       | 備考                                                      |
| --------------------------------------------------------------------------------------------------- | ---- | ---------- | ---------------------------- | ------------------------------------------------ | --------------------------------------------------------- |
| 内閣総理大臣                                                                                        |      | 安倍晋三   | 衆議院 自由民主党 （町村派） |                                                  | 自由民主党総裁 留任                                       |
| 総務大臣 内閣府特命担当大臣 （地方分権改革）                                                        |      | 増田寛也   | 民間                         | 郵政民営化担当 道州制担当 地方・都市格差是正担当 | 初入閣 前岩手県知事                                       |
| 法務大臣                                                                                            |      | 鳩山邦夫   | 衆議院 自由民主党 （津島派） |                                                  | 再入閣                                                    |
| 外務大臣                                                                                            |      | 町村信孝   | 衆議院 自由民主党 （町村派） |                                                  | 再入閣                                                    |
| 財務大臣                                                                                            |      | 額賀福志郎 | 衆議院 自由民主党 （津島派） |                                                  | 再入閣                                                    |
| 文部科学大臣                                                                                        |      | 伊吹文明   | 衆議院 自由民主党 （伊吹派） | 国立国会図書館連絡調整委員会委員                 | 留任                                                      |
| 厚生労働大臣                                                                                        |      | 舛添要一   | 参議院 自由民主党 （無派閥） |                                                  | 初入閣                                                    |
| 農林水産大臣                                                                                        |      | 遠藤武彦   | 衆議院 自由民主党 （山崎派） |                                                  | 初入閣 2007年9月3日免                                     |
| 農林水産大臣                                                                                        |      | （甘利明） | 衆議院 自由民主党 （山崎派） |                                                  | 臨時代理 2007年9月3日指定 2007年9月4日免 経済産業大臣兼任 |
| 農林水産大臣                                                                                        |      | 若林正俊   | 参議院 自由民主党 （町村派） |                                                  | 再入閣 2007年9月4日任                                     |
| 経済産業大臣                                                                                        |      | 甘利明     | 衆議院 自由民主党 （山崎派） |                                                  | 留任                                                      |
| 国土交通大臣                                                                                        |      | 冬柴鐵三   | 衆議院 公明党                | 観光立国担当 海洋政策担当                        | 留任                                                      |
| 環境大臣                                                                                            |      | 鴨下一郎   | 衆議院 自由民主党 （津島派） | 地球環境問題担当                                 | 初入閣                                                    |
| 防衛大臣                                                                                            |      | 高村正彦   | 衆議院 自由民主党 （高村派） |                                                  | 再入閣                                                    |
| 内閣官房長官                                                                                        |      | 与謝野馨   | 衆議院 自由民主党 （無派閥） | 拉致問題担当                                     | 再入閣                                                    |
| 国家公安委員会委員長 内閣府特命担当大臣 （防災） （食品安全）                                       |      | 泉信也     | 参議院 自由民主党 （二階派） |                                                  | 初入閣                                                    |
| 内閣府特命担当大臣 （経済財政政策）                                                                 |      | 大田弘子   | 民間                         |                                                  | 留任                                                      |
| 内閣府特命担当大臣 （少子化対策） （男女共同参画）                                                  |      | 上川陽子   | 衆議院 自由民主党 （古賀派） |                                                  | 初入閣                                                    |
| 内閣府特命担当大臣 （沖縄及び北方対策） （規制改革） （国民生活） （再チャレンジ） （科学技術政策） |      | 岸田文雄   | 衆議院 自由民主党 （古賀派） |                                                  | 初入閣                                                    |
| 内閣府特命担当大臣 （金融）                                                                         |      | 渡辺喜美   | 衆議院 自由民主党 （無派閥） | 国･地方行政改革担当 公務員制度改革担当           | 留任                                                      |

- 2007年（平成19年）8月27日任命。
- 組閣時の平均年齢：60.4歳
  - 最年長：71歳（冬柴鐵三）
  - 最年少：50歳（岸田文雄）

## 内閣総理大臣補佐官
前内閣では定員一杯の5名であったが、2名になった。
- 内閣総理大臣補佐官 （拉致問題担当）- 中山恭子（留任、参、無派閥）
- 内閣総理大臣補佐官 （教育再生担当）- 山谷えり子（留任、参、町村派）

## 内閣官房副長官等
- 内閣官房副長官 - 大野松茂（衆、町村派）
- 内閣官房副長官 - 岩城光英（参、町村派）
- 内閣官房副長官 - 的場順三（留任）
- 内閣危機管理監 - 野田健
- 内閣法制局長官 - 宮崎礼壹

## 副大臣
2007年（平成19年）8月29日任命。
- 内閣府副大臣 - 木村勉（衆、山崎派）、山本明彦（衆、町村派）、中川義雄（参、伊吹派）
- 総務副大臣 - 佐藤勉（衆、谷垣派）、魚住裕一郎（参、公明党）
- 法務副大臣 - 河井克行（衆、津島派）
- 外務副大臣 - 小野寺五典（衆、古賀派）、木村仁（参、津島派）
- 財務副大臣 - 遠藤乙彦（衆、公明党）、森山裕（衆、山崎派）
- 文部科学副大臣 - 松浪健四郎（衆、二階派）、池坊保子（衆、公明党）
- 厚生労働副大臣 - 西川京子（衆、伊吹派）、岸宏一（参、谷垣派）
- 農林水産副大臣 - 今村雅弘（衆、無派閥）、岩永浩美（参、津島派）
- 経済産業副大臣 - 新藤義孝（衆、津島派）、中野正志（衆、町村派）
- 国土交通副大臣 - 平井卓也（衆、古賀派）、松島みどり（衆、町村派）
- 環境副大臣 - 桜井郁三（衆、麻生派）
- 防衛副大臣 - 江渡聡徳（衆、高村派）

## 大臣政務官
2007年（平成19年）8月29日任命。
- 内閣府大臣政務官 - 西村明宏（衆、町村派）、加藤勝信（衆、津島派）、戸井田徹（衆、津島派）
- 総務大臣政務官 - 岡本芳郎（衆、津島派）、秋葉賢也（衆、無派閥）、二之湯智（参、津島派）
- 法務大臣政務官 - 古川禎久（衆、山崎派）
- 外務大臣政務官 - 中山泰秀（衆、町村派）、宇野治（衆、伊吹派）、坂本由紀子： - 2007年（平成19年）9月3日（参、古賀派）
→ 小池正勝：2007年（平成19年）9月4日 - （参、津島派）
- 財務大臣政務官 - 宮下一郎（衆、町村派）、小泉昭男（参、山崎派）
- 文部科学大臣政務官 - 原田令嗣（衆、谷垣派）、保坂武（衆、津島派）
- 厚生労働大臣政務官 - 松浪健太（衆、伊吹派）、伊藤渉（衆、公明党）
- 農林水産大臣政務官 - 谷川弥一（衆、町村派）、沢雄二（参、公明党）
- 経済産業大臣政務官 - 荻原健司（参、無派閥）、山本香苗（参、公明党）
- 国土交通大臣政務官 - 金子善次郎（衆、二階派）、谷公一（衆、伊吹派）、山本順三（参、町村派）
- 環境大臣政務官 - 並木正芳（衆、町村派）
- 防衛大臣政務官 - 寺田稔（衆、古賀派）、秋元司（参、伊吹派）